# Hydromys chrysogaster
Espèce
Statut de conservation UICN

 LC  : Préoccupation mineure
Le rat d'eau australien (Hydromys chrysogaster) ou rakali est une espèce de rongeurs de la famille des muridés endémique d'Australie.
C'est avec l'ornithorynque l'une des deux seules espèces de mammifères amphibies vivant en Australie.

## Description
Il mesure 23 à 37 cm de long (avec une queue épaisse mesurant 24 à 34,5 cm) pour un poids de 340 à 1275 grammes. Il a un pelage noir ou brun avec un ventre blanc à orange. Il a des pattes arrière palmées, une fourrure imperméable, une tête aplatie, un long nez pointu, de grandes moustaches, de petits yeux et de petites oreilles. Son dos varie du brun au gris, son ventre est jaunâtre.

## Distribution et habitat

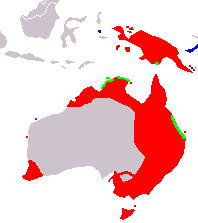
Xeromys myoides
Hydromys chrysogaster
Hydromys spp.

On peut le trouver dans toutes les nappes d'eau permanentes. Il vit dans des terriers creusés sur les berges des rivières et des lacs de l'est de l'Australie (voir carte). Son territoire s'étend entre 1 et 4 km autour de son terrier.

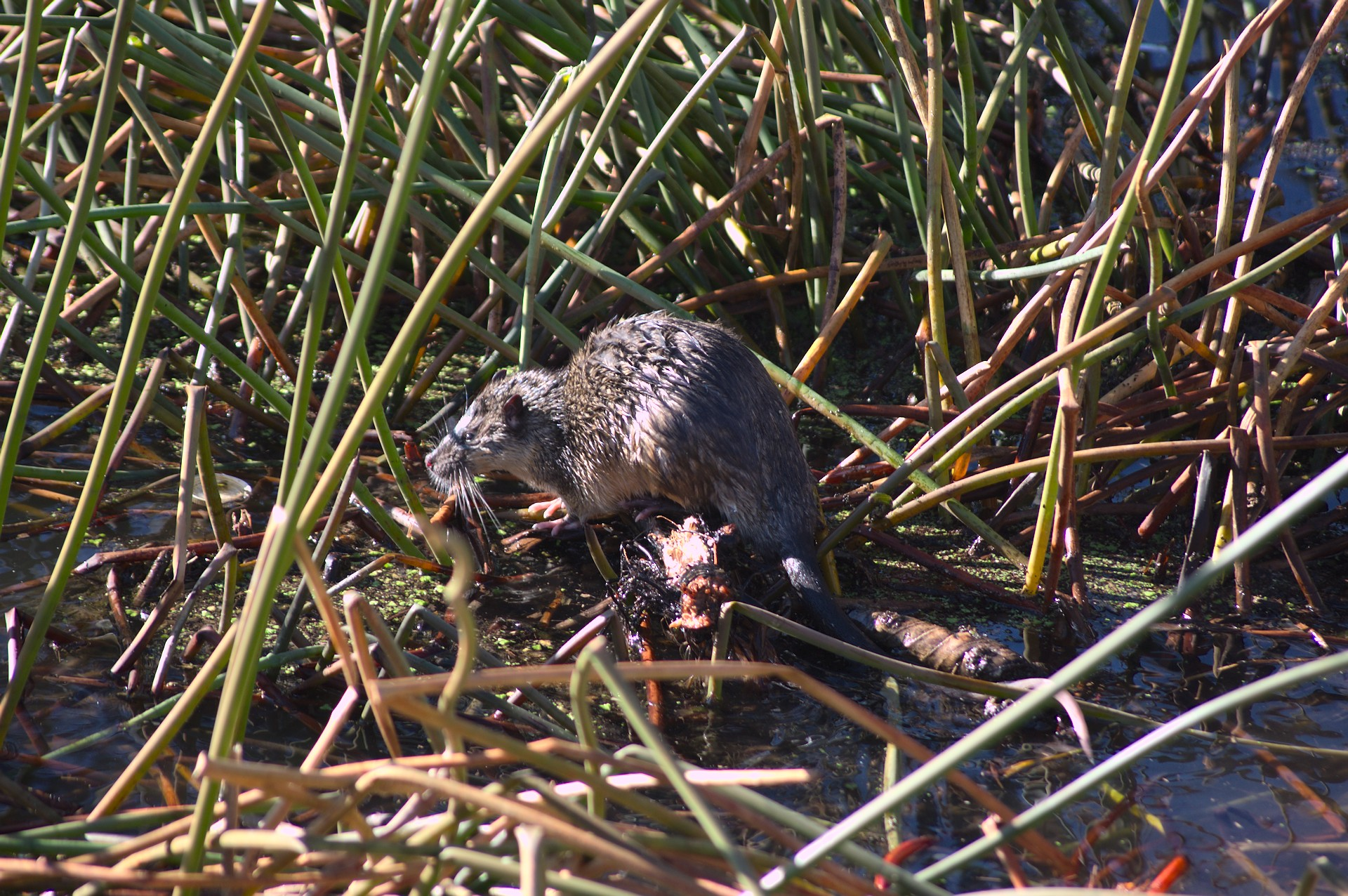
Rakali dans les roseaux, ACT.

## Alimentation et comportement

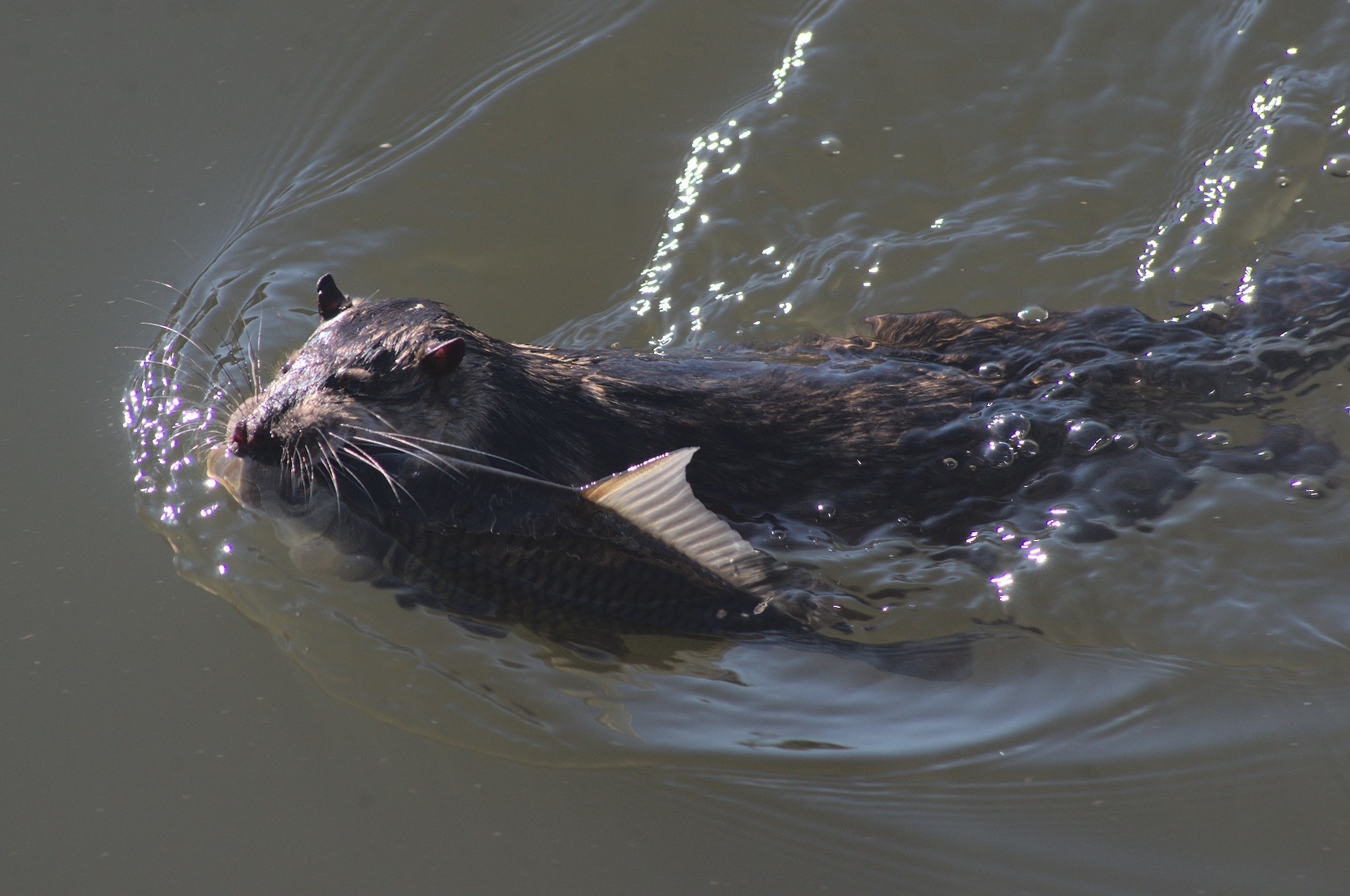
Rakali en train de pêcher dans le lac Burley Griffin de Canberra

Le Rakali est carnivore et se nourrit d'insectes, de poissons, de crustacés, de moules, d'escargots, de grenouilles, d'œufs et de petits oiseaux. Il est généralement nocturne. Peu adapté au froid, il peut passer de longues périodes d'hiver dans son terrier.

## Dénomination
Le gouvernement australien recommande de lui donner le nom aborigène de rakali.